# Jízda do pekel
Jízda do pekel (ang. titul: Joy Ride nebo také Road Kill) je americký hororový film z roku 2001, který režíroval John Dahl.

## Děj
Mladík Lewis Thomas chce se svou přítelkyní cestovat po Americe, ovšem když předtím vyzvedne svého bratra z vězení a bratr jej přemluví, aby si udělali žert z jednoho řidiče kamiónu jménem Rusty Nail, udělají velkou chybu. Zjistí totiž, že Rusty je pomstychtivý psychopat a hodlá se jim krvavě pomstít. Když do všeho přiberou Lewisovu přítelkyni, nastává jejich noční můra.